# Fernando Lamata
Fernando Lamata Cotanda (Madrid, 1954) es un político español.

## Biografía
Experto en Salud Pública y Políticas de Salud. Licenciado en Medicina y Cirugía por la Universidad de Valencia, y especialista en psiquiatría por la Universidad de Santander, se gradúa como doctor en la Universidad Autónoma de Madrid en 1998, con la Tesis: Análisis Comparado de Sistemas de Salud. Programa de Dirección General (PDG) del IESE (1984). 
Inició su actividad política desde muy joven durante los años de su Licenciatura en la Facultad de Medicina de Valencia en la promoción 1971-77 (Documental: "Paseo al Mar":1971-77). Posteriormente, durante sus estudios de postgrado M.I.R. en el Hospital Psiquiátrico de Parayas (Cantabria), consolida su vocación política a través de entidades como la UGT, PSOE y Colegio Oficial de Médicos de Santander.
Desde 1983 desempeña puestos de responsabilidad en la Sanidad Pública española y en los Servicios Sociales. En la primera legislatura del Presidente D. Felipe González es nombrado por el entonces Ministro de Sanidad, D. Ernest Lluch, Director Provincial del INSALUD en Cantabria (1983-84) y en Madrid (1984-89), director general de la Escuela Nacional de Sanidad (1989-92), vicepresidente ejecutivo de la Fundación Jiménez Díaz (1991), director general de Planificación sanitaria de la Comunidad de Madrid (1992-95). Consultor internacional en políticas de salud (1996-99).
Tras desempeñar el cargo de director general de Planificación Sanitaria (1999) en el Gobierno de Castilla-La Mancha, fue nombrado consejero de Sanidad en 2000 hasta 2004, cuando pasó a ser Secretario General de Sanidad en el Ministerio de Sanidad, hasta que en 2005 fue nombrado Vicepresidente Primero de la Junta de Comunidades de Castilla-La Mancha. Tras la remodelación del gobierno autonómico el 31 de agosto de 2008, fue nombrado de nuevo Consejero de Salud y Bienestar Social, cargo que desempeñó hasta el 27 de junio de 2011. Elegido Diputado Regional de las Cortes de Castilla-La Mancha en las elecciones de mayo de 2011, presentó su dimisión por motivos de salud el 16 de abril de 2012. En julio de 2013 fue seleccionado como miembro del Panel de Expertos de la Comisión Euorpea en "effective ways of investing in health" (2013-2016)    
| Predecesor: Matilde Valentín Navarro       | Consejero de Sanidad de la Junta de Comunidades de Castilla-La Mancha 2000-2004   | Sucesor: Roberto Sabrido Bermúdez     |
| Predecesor: Rafael Pérez-Santamaría Feijoo | Secretario general de Sanidad 2004-2005                                           | Sucesor: José Martínez Olmos          |
| Predecesor: José María Barreda             | Vicepresidente primero de la Junta de Comunidades de Castilla-La Mancha 2005-2008 | Sucesor: María Luisa Araújo           |
| Predecesor: Emiliano García-Page           | Portavoz de la Junta de Comunidades de Castilla-La Mancha 2007-2008               | Sucesor: Isabel Rodríguez García      |
| Predecesor: Roberto Sabrido Bermúdez       | Consejero de Salud de la Junta de Comunidades de Castilla-La Mancha 2008-2011     | Sucesor: José Ignacio Echániz Salgado |

- Datos: Q5859759